# Andrés Radice
Andrés Emilio Radice (Rosario, Santa Fe, 6 de noviembre de 1967) es un exfutbolista argentino que jugaba como volante.

## Trayectoria

### Central Córdoba
Radice debutó en con la camiseta de Central Córdoba en 1987. En su primera temporada se coronó campeón de la C Metropolitana y logró el ascenso a la B Metropolitana. En 1991 se consagró campeón de la B Metropolitana y ascendió a la B Nacional. Su primer ciclo en el club rosarino duró hasta 1997. En 2004 regresó al club para retirarse del fútbol. Radice jugó más de 300 partidos con la camiseta del charrúa.

### Atlético Tucumán
De cara a la temporada 1997/98 se mudó a San Miguel de Tucumán y se sumó a Atlético Tucumán. En el decano disputó una temporada.

### Tiro Federal
Luego de su paso por Atlético volvió a su ciudad natal, para jugar en Tiro Federal.

## Clubes
| Club             | País      |
| ---------------- | --------- |
| Central Córdoba  | Argentina |
| Atlético Tucumán | Argentina |
| Tiro Federal     | Argentina |

## Palmarés
| Título          | Equipo          | País      | Año     |
| --------------- | --------------- | --------- | ------- |
| C Metropolitana | Central Córdoba | Argentina | 1986/87 |
| B Metropolitana | Central Córdoba | Argentina | 1990/91 |